# Adalbert Eschka
Adalbert Eschka (* 12. Jänner 1834 in Birkenberg; † 1. Juli 1874 in Wien) war ein österreichischer Wardein, welcher durch chemisch-analytische Verfahren im Bereich des Hüttenwesen bekannt wurde.
Eschkas Vater war Obersteiger und Bürgermeister. 1849 begann Eschka eine Ausbildung zum Bergmann und konnte so das Berg- und Hüttenwesen erlernen. Ab Herbst 1851 besuchte er das Polytechnikum in Prag, welches er im Jahre 1855 erfolgreich abschloss. Anschließend besuchte er die Bergakademie Příbram, die er im Herbst 1857 absolvierte. Er wurde zwar dem Bergamt Sankt Joachimsthal zugeteilt, arbeitete aber noch bis Februar 1858 zumeist an analytischen Arbeiten im chemischen Labor der Bergakademie Příbram. Im Juli 1858 trat er dem k.k. General-Probiramt in Wien bei. Das General-Probiramt entsendete Eschka im Schuljahr 1859/60 als Assistent für Hüttenkunde an die Bergakademie in Příbram. Im Jahre 1868 wurde er zum Wardein befördert. 1872 wurde er als Wardein an die Hütte in Příbram entsendet. Anschließend blieb er beim k.k. General-Probiramt bis zu seinem frühen Tod im Jahre 1874.
Er veröffentlichte seine Arbeiten zur analytischen Chemie im Hüttenwesen in den Jahrbüchern der Bergakademien, der Zeitschrift des Österreichischen Ingenieur- und Architekten-Vereins und der Österreichischen Zeitschrift für Berg- und Hüttenwesen. Er forschte an der Bestimmung des Quecksilbers in Erzen und der magnetischen Behandlung des Schlichs. Besonders bekannt ist sein Verfahren zur Bestimmung des Schwefelgehaltes in Kohle und Koks. Bei der Schwefelbestimmung wird die sogenannte Eschka-Mischung verwendet.